# Tom Emmer

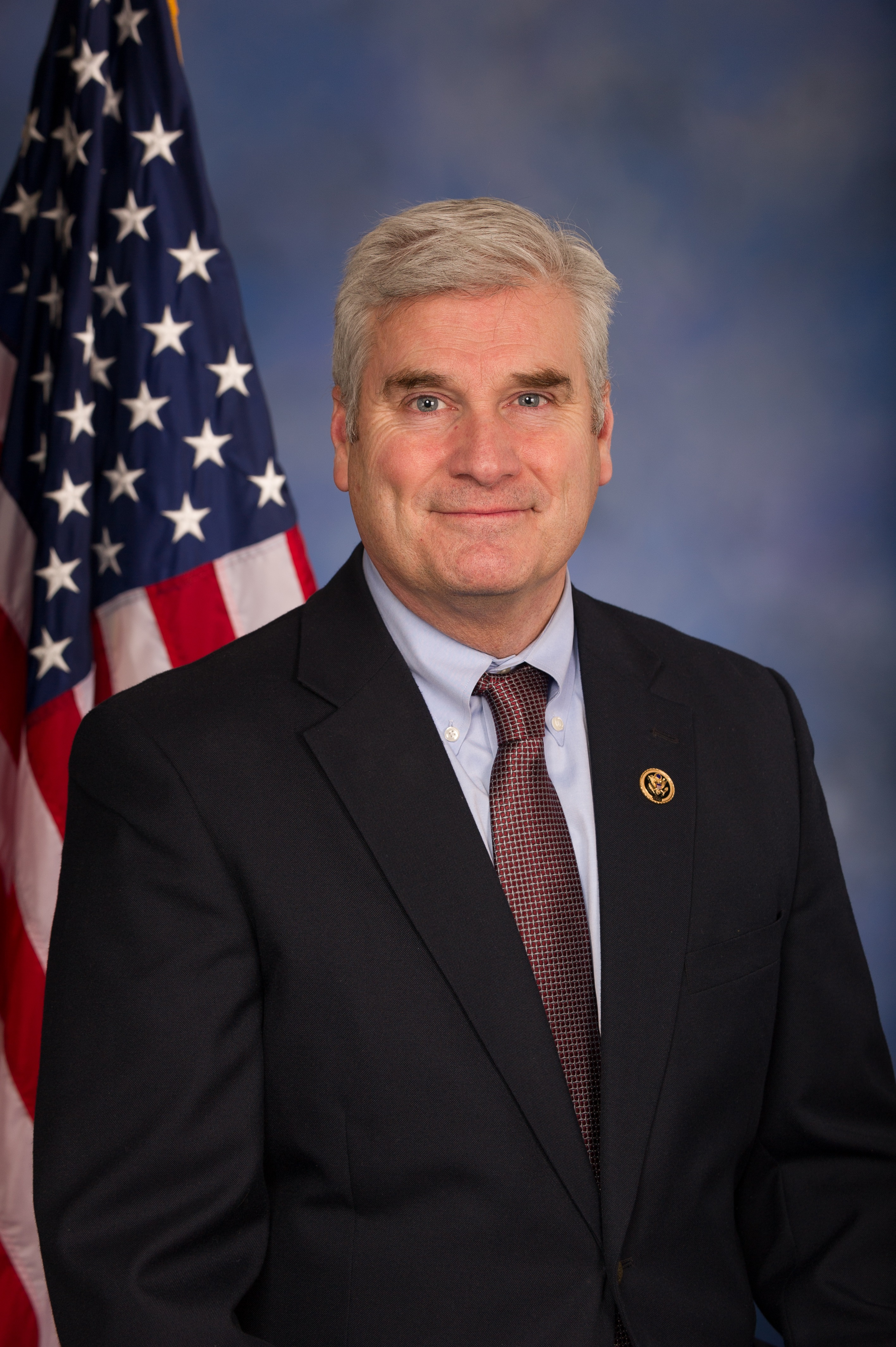
Tom Emmer (2015)

Thomas Earl „Tom“ Emmer Jr. (* 3. März 1961 in South Bend, Indiana) ist ein US-amerikanischer Politiker der Republikanischen Partei. Seit Januar 2015 vertritt er den Bundesstaat Minnesota im US-Repräsentantenhaus.
Seit dem 3. Januar 2023 ist er Majority Whip im US-Repräsentantenhaus.

## Werdegang
Tom Emmer wurde in Indiana geboren, wuchs aber in Minnesota auf. Er besuchte die St. Thomas Academy in Mendota Heights und dann das Boston College. Daran schloss sich bis 1984 ein Studium an der University of Alaska in Fairbanks an. Nach einem anschließenden Jurastudium am William Mitchell College of Law in St. Paul und seiner 1988 erfolgten Zulassung als Rechtsanwalt begann er in diesem Beruf zu arbeiten. Zwischenzeitlich war er auch als Radiomoderator tätig.
Von 1995 und 2002 war er Mitglied des Gemeinderats der Stadt Independence im Hennepin County. In den Jahren 2003 und 2004 gehörte er dem Stadtrat von Delano im Wright County an. Von 2004 bis 2010 war er Abgeordneter im Repräsentantenhaus von Minnesota, wo er 2007 und 2008 die republikanische Fraktion leitete. Im Jahr 2010 kandidierte er für das Amt des Gouverneurs von Minnesota, unterlag aber knapp Mark Dayton von der Demokratischen Partei.
Bei den Kongresswahlen des Jahres 2014 wurde Emmer für den sechsten Wahlbezirk Minnesotas in das US-Repräsentantenhaus gewählt, wo er am 3. Januar 2015 die Nachfolge von Michele Bachmann antrat, die nicht mehr angetreten war. Er besiegte den Demokraten Joe Perske mit 56 zu 38 Prozent der Stimmen. Da er bei allen nachfolgenden Wahlen jeweils im Amt bestätigt wurde, vertritt er seinen Wahlbezirk bis heute. Zuletzt gewann er seinen Bezirk bei den Wahlen 2024 mit 62,5 Prozent der Stimmen. Seine aktuelle Amtszeit im Repräsentantenhaus des 119. Kongresses läuft bis zum 3. Januar 2027.Er ist Mitglied des Committee on Financial Services.
Emmer ist seit 2019 Vorsitzender des National Republican Congressional Committee. Am 24. Oktober 2023 wurde er von seiner Fraktion mehrheitlich als Kandidat für den Vorsitz des Repräsentantenhauses nominiert, nachdem der vorherige Kandidat Jim Jordan in drei Wahlgänge durchgefallen war. Donald Trump sprach sich jedoch öffentlich gegen seine Nominierung aus, womit wurde klar, dass es Emmer nicht gelingen würde, eine nötige Mehrheit hinter sich zu versammeln. Er zog seine Kandidatur nach wenigen Stunden zurück.